# Кравець Ростислав Юрійович
Ростислав Юрійович Кравець (6 липня 1972, Київ) — український адвокат, партнер адвокатської компанії «Кравець і партнери». Фігурант кримінального провадження про захоплення державної влади, коли він із другом Павлом Вовком та іншими фігурантами планували через суд повалення конституційного ладу . 

## Кар'єра
Кар'єру почав в червні 2005 року головним консультантом відділу координації діяльності підприємств, управління економічного розвитку та координації діяльності підприємств Державного управління справами Президента України.
- вересень 2006 — квітень 2007 — радник директора НАК «Украгролізинг».
- вересень 2007 — лютий 2008 — перший заступник директора Аграрного фонд у України.

Адвокатську діяльність почав у березні 2008-го, як керівний партнер юридичної компанії «Ольга Демченко і партнери», після чого був старшим партнером адвокатської компанії «Кравець, Новак і партнери».
2016 року був старшим партнером адвокатської компанії «Кравець і партнери», директором ТОВ «Центр стажування та підвищення кваліфікації адвокатів», головою ГО «Правова держава», членом ради адвокатів Києва.
Керує ГО «Правова держава», яка була одним із позивачів у справі щодо запровадження нового українського правопису. У січні 2021 року Окружний адміністративний суд Києва, за позовом ГО, визнав незаконною та скасував постанову Кабміну про запровадження нового правопису. Іншим позивачем була учениця 7 класу з Херсону, яку представляв адвокат Дмитро Ільченко.
Кравець фігурує на плівках із кабінету голови ОАСК скандально відомого судді Павла Вовка, де його ГО використовують для подачі позовів та заяв, у яких зацікавлений сам Вовк.
З 2017 року Кравець вів справи суддів Майдану і представляв інтереси тих суддів, які судили учасників Революції Гідності. Одним із суддів, якого захищав Кравець, був суддя Олександр Хрімлі.
У 2020 році подав заяву в поліцію, щоб Центр протидії корупції визнали екстремістською організацією.
Telegram-канал Кравця увійшов до кремлівської мережі каналів, яка поширює фейки про доброчесних суддів, підриває довіру до судової гілки влади та дискредитує громадських сектор, який займається реформуванням судової системи. Результати цього дослідження громадська ініціатива "Голка" представила на Global Media Forum - 2024 у Бонні.
У 2023 році представляв інтереси Едуарда Гривковського, якого звинуватили у державній зраді.
У 2024 році представляв інтереси колишнього очільника "Моторсічі" Вячеслава Богуслаєва, якого звинувачують у державній зраді. Кравець під час свого виступу зазначив, що якщо і було постачання компонентів для російської військової та цивільної авіації, то це не доводить, що ці компоненти використовувалися для збройної агресії проти України. 
Цього ж року розкритикував рішення Великої Палати Верховного Суду, яким визнали право релігійних громад вільно переходити від УПЦ до ПЦУ.

## Освіта
- 1980—1990 — навчався в Київський школі № 27,
- 1990—1994 — навчався[15]в КНУ ім. Шевченка («Геофізичні методи пошуків і розвідки родовищ корисних копалин», геофізик).
- 1994 — вступив на додатковий факультет за фахом «Радіаційна безпека, комп'ютерне моделювання».
- 1998 — 2002 — навчався в Національній академії внутрішніх справ України за спеціальністю правознавство.

## Резонансні події
Позивався до суду до Голови НБУ Валерії Гонтаревої, звинувативши її у маніпулюванні курсом валют.
Висловлював позицію щодо проблемності Приватбанку, яку на його думку приховує керівництво НБУ
28 жовтня 2014 року Київський апеляційний адміністративний суд виніс рішення по справі за позовом Кравця, яким зобов'язав Київську міськраду забезпечити організацію збору, вивезення та утилізації небезпечних відходів (зокрема люмінесцентних ламп і батарейок) згідно з нормами чинного законодавства.
Неодноразово захищав інтереси ошуканих вкладників. Показовим є рішення Київського апеляційного адміністративного суду від 30 травня 2017 року, в якому суд встановив вину НБУ в доведенні до неплатоспроможності банк «Хрещатик».
28 вересня 2021 року Шостий апеляційний адміністративний суд задовольнив позов Кравця про визнання протиправною та скасування Постанови Кабінету Міністрів України № 481 від 27 травня 2020 року якою було протиправно заборонено реєструвати, зокрема дітей у житлі, що знаходиться в іпотеці чи довірчому управлінні. Касаційний адміністративний суд у складі Верховного суду відмовив Кабінету Міністрів у відкритті касаційного провадження.
Ростислав Кравець веде блог на YouTube і на темі мобілізації під час повномасштабного вторгнення Російської Федерації. Деякі відео можуть мати понад мільйон переглядів, але в більшості випадків може сягати кількох тисяч переглядів. Інтернет-видавництво «Бабель» звинувачує Кравця у поширенні маніпуляцій і конспірологічних чуток, зокрема щодо мобілізації.

## Сім'я
Одружений, має двох синів.

## Відзнаки
- Вибір клієнта. Топ 100 найкращих юристів України 2014.[26]
- Вибір клієнта. Лідери ринку 2016.[27]
- Рейтинг найкращих юристів України в практиці банки і фінанси за версією Юридичної Газети.[28]
- Топ-10 найбільш медіаактивних юристів України 2015 року за версією NOKs fishes.[29].

## Публікації
- Кравець Р. Таблиці судових рішень неоднакового застосування норм матеріального права з кредитних та зобов’язальних правовідносин. Книга 1. — К. : Юстініан, 2014. — 102 с. — ISBN 978-617-7039-07-4.
- Кравець Р. Таблиці судових рішень неоднакового застосування норм права з кредитних, сімейних, страхових та зобов’язальних правовідносин, банкрутства. Правові висновки ЄСПЛ. Книга 2. — К. : Юстініан, 2016. — 633 с. — ISBN 978-617-7039-29-6.